# Эрмосо, Мануэль
Мануэль Антонио Эрмосо Рохас (исп. Manuel Antonio Hermoso Rojas; 24 июня 1935, Сан-Кристобаль-де-ла-Лагуна, Канарские острова — 17 июня 2025, Санта-Крус-де-Тенерифе) — испанский политик, член Канарской коалиции, президент Канарских островов (1993—1999).

## Биография
Родился 24 июня 1935 года в Сан-Кристобаль-де-ла-Лагуна, Канарские острова, Испания. В возрасте 18 лет он начал обучение в Высшем промышленном машиностроительном институте в Мадриде. После окончания учёбы он вернулся на Канарские острова и возглавил основанную его отцом мебельную компанию в Санта-Крус-де-Тенерифе.
В 1979 году Эрмосо был избран первым демократическим мэром Санта-Крус-де-Тенерифе и занимал этот пост до 1991 года. На парламентских выборах 1986 года он был избран членом Конгресса депутатов.
В 1993 году Эрмосо был избран президентом Канарских островов после вынесения вотума недоверия Херонимо Сааведре. На региональных выборах 1995 года он вновь занял пост президента.
В 1999 году Эрмосо ушёл из политики и занялся бизнесом.
Скончался 17 июня 2025 года в Санта-Крус-де-Тенерифе, Испания, не дожив недели до своего 90-летия.